# Тесса Вуллер
Тесса Вуллер (фр. Tessa Wullaert / нід. Tessa Wullaert; нар. 19 квітня 1993, Тілт, Бельгія) — бельгійська футболістка, нападниця клубу «Інтернаціонале» та національної збірної Бельгії.

## Клубна кар'єра

### Бельгія
Футболом розпочала займатися з 5-річного віку. На дитячо-дівочому рівні виступала за команди «Ваккен», «Інгельмюнстер» та «Спортінг Вест Гарельбек». З 2007 року грала за молодіжну команду «Зюд-Вест-Влаандерен». У 2008 році перейшла до «Зюлте-Варегема», з яким наступного року посіла четверте місце в Другому дивізіоні. У 15-річному віці в складі «Зюлте-Варегема» дебютувала у вищому дивізіоні чемпіонату Бельгії.
Влітку 2012 року перейшла до «Андерлехта». У футболці клубу з однойменного міста відзначилася 10-ма голами в 27-ми матчах першого розіграшу Ліги БеНе (об'єднаний чемпіонат Бельгії та Нідерландів). Разом з командою виграла кубок Бельгії. 13 квітня 2013 року перейшла до віце-чемпіона, льєжського «Стандарду». За команду з Льєжу у жовтні 2013 року зіграла свої перші два матчі в жіночій Лізі чемпіонів, завоювала срібні нагороди чемпіонату, а також стала гравчинею року Ліги БеНе. Наступного року виграла Лігу БеНе, а також з 18-ма голами стала найкращою бомбардиркою чемпіонату.

### «Вольфсбург»
26 травня 2015 року «Вольфсбург» оголосив про перехід Тесси, яка підписала з німецьким клубом 2-річний контракт. У футболці нової команди дебютувала 29 серпня 2015 року в переможному (10:0) поєдинку 1-го туру Бундесліги проти «Єни». У вище вказаному поєдинку Тесса відзначилася двома голами (за рахунку 1:0 та 3:0 відповідно). 8 лютого 2017 року вперше в кар'єрі отримала жіночу «Золоту бутсу», як найкраща футболістка Бельгії 2016 року. Двічі ставала фіналісткою жіночої Ліги чемпіонів, в якій німкені в обох випадках програвали «Ліону». Згодом продовжила контракт з командою, а в 2018 році знову виграла жіночу «Золоту бутсу» Бельгії. Разом з «Вольфсбургом» двічі вигравала Бундеслігу та тричі ставала володаркою кубку Німеччини.

### «Манчестер Сіті»
21 червня 2018 року підписала контракт з клубом англійської Прем'єр-ліги «Манчестер Сіті». У своєму дебютному сезоні з новою командою виграла національний кубок та кубок ліги, а також стала срібною призеркою національного чемпіонату. Незважаючи на те, що «Манчестер Сіті» займав перше місце в чемпіонаті 2019/20 до перерви змагань через початок пандемії Covid-19, 5 червня 2020 року клуб, за рішенням англійської Футбольної асоціації, в підсумку посів друге місце, поступившись чемпіонським титулом «Челсі». Вперше з сезону 2011/12 років Вуллер не виграє жодного командного трофею.

### «Андерлехт»
26 червня 2020 року Тесса оголосила, що не продовжутиме контракт з англійським клубом. Місяць по тому Вуллер повернулася до «Андрелехта», за який вона востаннє грала в сезоні 2012/13 років.

## Кар'єра в збірній
З 2011 року регулярно викликалася за збірні Бельгії різних вікових категорій. Дебютним голом за дівочу збірну Бельгії відзначилася в першому ж своєму матчі, 20 серпня 2011 року проти одноліток з Росії. Виступала за дівочі (WU-15 та WU-17) та молодіжні збірні Бельгії. Разом зі збірною Бельгії WU-19 пройшла кваліфікацію молодіжного чемпіонату Європи 2011 в Італії, але за підсумками групового етапу фінальної частини турніру команда припинила свої виступи. На Кубку Алгарве 2016 року, в якому Бельгія вперше взяла участь, вона забила свій 26-й гол за збірну у переможному (5:0) поєдинку за 5-те місце проти Росії, завдяки чому стала найкращою бомбардиркою бельгійок на турнірі.

## Особисте життя
Молодший брат Ярн Вуллер (народився 1999) також грає у футбол, виступав у «Вейлсбеку» та юнацьких збірних Бельгії різних вікових категорій. Вже через декілька років стала рекордсменкою збірної Бельгії за найбільшою кількістю зіграних матчів, в листопаді 2015 року за цим показником наздогнала капітана команди Аліне Целер, а в березні 2016 року — обігнала її. З 2019 року — капітан збірної Бельгії.

## Статистика виступів

### Клубна
| Сезон             | Клуб              | Змагання          | Змагання | Змагання | Кубок | Кубок | Єврокубки | Єврокубки | Загалом | Загалом |
| Сезон             | Клуб              | Змагання          | Матчі    | Голи     | Матчі | Голи  | Матчі     | Голи      | Матчі   | Голи    |
| ----------------- | ----------------- | ----------------- | -------- | -------- | ----- | ----- | --------- | --------- | ------- | ------- |
| 2008-2012         | «Зюлте-Варегем»   | Суперліга         | 0        | 0        | 0     | 0     | 0         | 0         | 0       | 0       |
| 2012-2013         | «Андерлехт»       | Суперліга         | 27       | 10       | 0     | 0     | 0         | 0         | 27      | 10      |
| 2013-2014         | «Стандард»        | Суперліга         | 27       | 16       | 0     | 0     | 2         | 2         | 29      | 18      |
| 2014-2015         | «Стандард»        | Суперліга         | 24       | 18       | 0     | 0     | 3         | 0         | 27      | 18      |
| 2015-2016         | «Вольфсбург»      | Бундесліга        | 16       | 4        | 2     | 0     | 6         | 1         | 24      | 5       |
| 2016-2017         | «Вольфсбург»      | Бундесліга        | 20       | 3        | 5     | 2     | 5         | 0         | 30      | 5       |
| 2017-2018         | «Вольфсбург»      | Бундесліга        | 15       | 3        | 2     | 1     | 8         | 4         | 25      | 8       |
| 2018-2019         | «Манчестер Сіті»  | Суперліга         | 18       | 3        | 7     | 2     | 2         | 0         | 27      | 5       |
| 2019-2020         | «Манчестер Сіті»  | Суперліга         | 13       | 3        | 4     | 2     | 3         | 0         | 20      | 5       |
| 2020-2021         | «Андерлехт»       | Суперліга         | 16       | 30       | 0     | 0     | 2         | 2         | 18      | 32      |
| Усього за кар'єру | Усього за кар'єру | Усього за кар'єру | 176      | 90       | 20    | 7     | 30        | 9         | 226     | 106     |

### У збірній

#### Забиті м'ячі
Станом на 18 вересня 2020. Рахунок збірної Бельгії вказано на першому місці, у колонці «рахунок» вказано рахунок у матчі після голу Вуллер.
| №  | Дата              | Місце                                                              | Суперник             | Рахунок | Результат | Змагання                            |
| -- | ----------------- | ------------------------------------------------------------------ | -------------------- | ------- | --------- | ----------------------------------- |
| 1  | 20 серпня 2011    | Стад Арман-Мелі, Дессель, Бельгія                                  | Росія                | 1–0     | 1–0       | Товариський матч                    |
| 2  | 17 вересня 2011   | Стад Арман-Мелі, Дессель, Бельгія                                  | Угорщина             | 1–0     | 2–1       | кваліфікація чемпіонату Європи 2003 |
| 3  | 15 лютого 2012    | Стад Арман-Мелі, Дессель, Бельгія                                  | Північна Ірландія    | 2–1     | 2–2       | кваліфікація чемпіонату Європи 2003 |
| 4  | 4 квітня 2012     | Стад Арман-Мелі, Дессель, Бельгія                                  | Ісландія             | 1–0     | 1–0       | кваліфікація чемпіонату Європи 2003 |
| 5  | 9 червня 2012     | Генрі Гутсігерстадіон, Коксюйд, Бельгія                            | Північна Корея       | 2–2     | 2–2       | Товариський матч                    |
| 6  | 15 вересня 2012   | Уллевол, Осло, Норвегія                                            | Норвегія             | 1–2     | 2–3       | кваліфікація чемпіонату Європи 2013 |
| 7  | 9 лютого 2013     | Стад Арк-ен-Сіль, Варегем, Бельгія                                 | Нідерланди           | 1–0     | 2–3       | Товариський матч                    |
| 8  | 13 лютого 2013    | ПГБ-Штадіон, Устаккер, Бельгія                                     | Австрія              | 1–0     | 2–0       | Товариський матч                    |
| 9  | 2 червня 2013     | стад Едмон-Люертон, Тюбіз, Бельгія                                 | Україна              | 3–0     | 3–0       | Товариський матч                    |
| 10 | 26 жовтня 2013    | Лівадія, Лівадія                                                   | Греція               | 4–1     | 7–1       | кваліфікація чемпіонату світу 2015  |
| 11 | 26 жовтня 2013    | Лівадія, Лівадія                                                   | Греція               | 7–1     | 7–1       | кваліфікація чемпіонату світу 2015  |
| 12 | 31 жовтня 2013    | Босейлстадіон, Антверпен, Бельгія                                  | Португалія           | 2–1     | 4–1       | кваліфікація чемпіонату світу 2015  |
| 13 | 31 жовтня 2013    | Босейлстадіон, Антверпен, Бельгія                                  | Португалія           | 4–1     | 4–1       | кваліфікація чемпіонату світу 2015  |
| 14 | 5 April 2014      | Ніко Дована, Дуррес, Албанія                                       | Албанія              | 2–0     | 6–0       | кваліфікація чемпіонату світу 2015  |
| 15 | 13 вересня 2014   | Стад Енеко, Левен, Бельгія                                         | Греція               | 4–0     | 11–0      | кваліфікація чемпіонату світу 2015  |
| 16 | 13 вересня 2014   | Стад Енеко, Левен, Бельгія                                         | Греція               | 6–0     | 11–0      | кваліфікація чемпіонату світу 2015  |
| 17 | 13 вересня 2014   | Стад Енеко, Левен, Бельгія                                         | Греція               | 8–0     | 11–0      | кваліфікація чемпіонату світу 2015  |
| 18 | 13 вересня 2014   | Стад Енеко, Левен, Бельгія                                         | Греція               | 11–0    | 11–0      | кваліфікація чемпіонату світу 2015  |
| 19 | 17 вересня 2014   | Муніципальний стадіон, Абрантеш, Португалія                        | Португалія           | 1–0     | 1–0       | кваліфікація чемпіонату світу 2015  |
| 20 | 22 листопада 2014 | Народний стадіон, Сосновець, Польща                                | Польща               | 1–0     | 4–0       | Товариський матч                    |
| 21 | 11 листопада 2015 | Естадіон Хосе Антоніо Перес, Сан-Педро-дель-Пінатар, Іспанія       | Іспанія              | 1–0     | 1–2       | Товариський матч                    |
| 22 | 3 березня 2015    | Паралімні, Паралімні, Кіпр                                         | Чехія                | 2–2     | 2–2       | Кубок Кіпру 2015                    |
| 23 | 23 травня 2015    | Стаєн, Сінт-Трейден, Бельгія                                       | Норвегія             | 3–2     | 3–2       | Товариський матч                    |
| 24 | 27 жовтня 2015    | Билино Полє, Зениця, Боснія і Герцеговина                          | Боснія і Герцеговина | 3–0     | 5–0       | кваліфікація чемпіонату Європи 2017 |
| 25 | 27 жовтня 2015    | Билино Полє, Зениця, Боснія і Герцеговина                          | Боснія і Герцеговина | 4–0     | 5–0       | кваліфікація чемпіонату Європи 2017 |
| 26 | 9 березня 2016    | Комлешу Дешпортіву ді ВРСА, Віла-Реал-де-Санту-Антоніу, Португалія | Росія                | 1–0     | 5–0       | Кубок Алгарве 2016                  |
| 27 | 12 квітня 2016    | Стад Енеко, Левен, Бельгія                                         | Естонія              | 3–0     | 6–0       | кваліфікація чемпіонату Європи 2017 |
| 28 | 12 квітня 2016    | Стад Енеко, Левен, Бельгія                                         | Естонія              | 5–0     | 6–0       | кваліфікація чемпіонату Європи 2017 |
| 29 | 3 березня 2017    | АЕК Арена, Ларнака, Кіпр                                           | Італія               | 1–1     | 4–1       | Товариський матч                    |
| 30 | 8 березня 2017    | АЕК Арена, Ларнака, Кіпр                                           | Австрія              | 1–0     | 1–1       | Товариський матч                    |
| 31 | 11 квітня 2017    | Стад Енеко, Левен, Бельгія                                         | Шотландія            | 3–0     | 5–0       | Товариський матч                    |
| 32 | 11 липня 2017     | Ван Ройстадіон, Дендерлю, Бельгія                                  | Росія                | 1–0     | 2–0       | Товариський матч                    |
| 33 | 24 липня 2017     | Стадіон Короля Віллема II, Тілбург, Нідерланди                     | Нідерланди           | 1–1     | 1–2       | чемпіонат Європи 2017               |
| 34 | 19 листопада 2017 | Стад Енеко, Левен, Бельгія                                         | Молдова              | 2–0     | 12–0      | кваліфікація чемпіонату світу 2019  |
| 35 | 19 листопада 2017 | Стад Енеко, Левен, Бельгія                                         | Молдова              | 3–0     | 12–0      | кваліфікація чемпіонату світу 2019  |
| 36 | 19 листопада 2017 | Стад Енеко, Левен, Бельгія                                         | Молдова              | 5–0     | 12–0      | кваліфікація чемпіонату світу 2019  |
| 37 | 20 жовтня 2017    | Стад Енеко, Левен, Бельгія                                         | Румунія              | 1–0     | 3–2       | кваліфікація чемпіонату світу 2019  |
| 38 | 7 березня 2018    | ГСЗ, Ларнака, Кіпр                                                 | ПАР                  | 1–1     | 2–1       | Кубок Кіпру 2018                    |
| 39 | 20 серпня 2018    | Зімбру, Кишинів, Молдова                                           | Молдова              | 6–0     | 7–0       | кваліфікація чемпіонату світу 2019  |
| 40 | 24 травня 2019    | Муніципальний стадіон Пілоса, Пілос, Греція                        | Греція               | 2–0     | 2–1       | Товариський матч                    |
| 41 | 1 червня 2019     | Стад Енеко, Левен, Бельгія                                         | Таїланд              | 2–0     | 6–1       | Товариський матч                    |
| 42 | 8 листопада 2019  | Іван Лаляк-Івич, Запрешич, Хорватія                                | Хорватія             | 1–0     | 4–1       | кваліфікація чемпіонату Європи 2021 |
| 43 | 18 вересня 2020   | Ден Дреф, Левен, Бельгія                                           | Румунія              | 1–0     | 6–1       | кваліфікація чемпіонату Європи 2021 |
| 44 | 18 вересня 2020   | Ден Дреф, Левен, Бельгія                                           | Румунія              | 3–0     | 6–1       | кваліфікація чемпіонату Європи 2021 |
| 45 | 18 вересня 2020   | Ден Дреф, Левен, Бельгія                                           | Румунія              | 4–0     | 6–1       | кваліфікація чемпіонату Європи 2021 |
| 46 | 22 вересня 2020   | Стокгорн Арена, Тун, Швейцарія                                     | Швейцарія            | 1–2     | 1–2       | кваліфікація чемпіонату Європи 2021 |
| 47 | 27 жовтня 2020    | Судува, Маріямполе, Литва                                          | Литва                | 1–0     | 9–0       | кваліфікація чемпіонату Європи 2021 |
| 48 | 27 жовтня 2020    | Судува, Маріямполе, Литва                                          | Литва                | 7–0     | 9–0       | кваліфікація чемпіонату Європи 2021 |
| 49 | 27 жовтня 2020    | Судува, Маріямполе, Литва                                          | Литва                | 8–0     | 9–0       | кваліфікація чемпіонату Європи 2021 |
| 50 | 1 грудня 2020     | Ден Дреф, Левен, Бельгія                                           | Швейцарія            | 3–0     | 4–0       | кваліфікація чемпіонату Європи 2021 |

## Досягнення

### Командні
«Андрелехт»
- Кубок Бельгії
  -  Володар (1): 2013

«Стандард» (Льєж)
- БеНе ліга
  -  Чемпіон (1): 2014/15
- Кубок Бельгії
  -  Володар (1): 2014

«Вольфсбург»
- Бундесліга Німеччини
  -  Чемпіон (2): 2016/17, 2017/18
- Кубок Німеччини
  -  Володар (3): 2015/16, 2016/17, 2017/18
- Жіноча Ліга чемпіонів
  -  Фіналіст (2): 2015/16, 2017/18

«Манчестер Сіті»
- Кубок Ліги
  -  Володар (1): 2018/19
- Кубок Англії
  -  Володар (1): 2018/19

### Індивідуальні
- Найкраща бомбардирка БеНе ліги: 2014/15
- Золота бутса Бельгії (3): 2016, 2018, 2019